# Betul (huyện)
Huyện Betul là một huyện thuộc bang Madhya Pradesh, Ấn Độ. Thủ phủ huyện Betul đóng ở Betul. Huyện Betul có diện tích 10043 ki lô mét vuông. Đến thời điểm năm 2001, huyện Betul có dân số 1394421 người.